# 友情

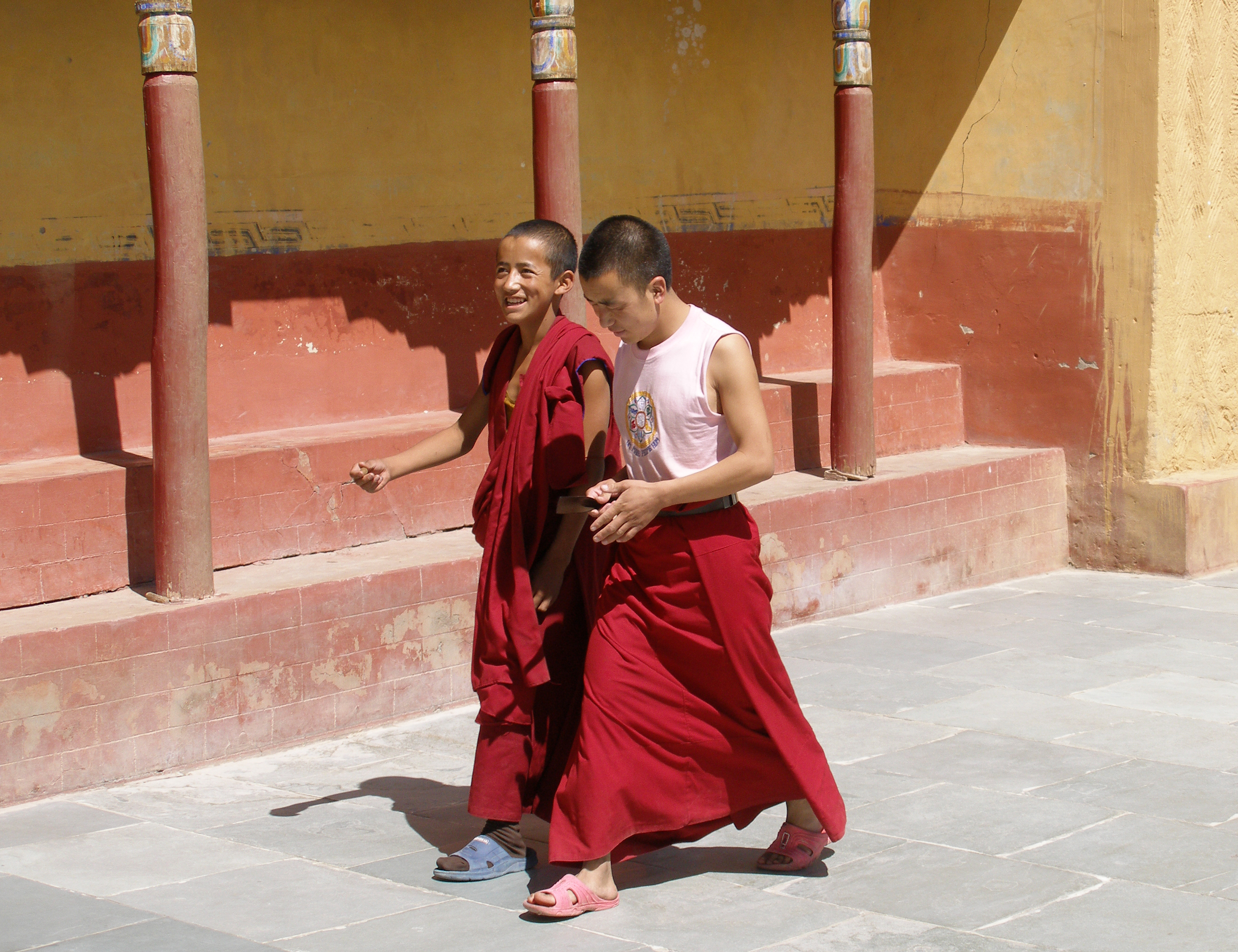
友情

友情（ゆうじょう）は、「知人」より関係性が深い非親族相手である「友だち」と呼ばれる人間関係間の感情、思いやる心のこと。

## 男女間の友情
容姿の好み・片方が異性に性的指向がないケース（女性同性愛者・男性同性愛者）を含め、双方が相手を恋愛・性的対象と見なしていない場合のみ、真の男女の友情は成立する。表向き男女の友情が成立しているように見えても、多くは片方が、レアケースとして双方が相手への愛情・性欲を隠している。
男女の友人関係間で1位と2位の「仲間と一緒に遊ぶ」「二人で遊ぶ」までは8割以上が「できる」と回答した。そして、3位・4位の「二人で朝まで遊ぶ」と「家に行く・呼ぶ」は約4割の人が「できる」と答えた。5位の「一緒に旅行に行く (別室に泊まる)」は26.2%、6位の「家に泊まる・(自分の家に相手を)泊める」となると25.4%とはった。そして、異性の友人と「キス」と「割り切った体の関係(セフレ)」も出来ると回答した人は同率2.9%だけであった。
異性の友人がいる人の中で、自分から相手を好きになった（もしくは好きになりかけたことがある）経験がある人は約3割、相手から恋愛感情を抱かれた（もしくは相手の好意を感じた）経験のある人は2割弱である。また、お互いに好きになった人は約1割という異性の友人同士が相思相愛になるのは非常にレアケースであることが判明した。異性の友人を自分から好きになった場合の行動として、最多行動は「自分からは告白もアプローチもしなかった(好意を隠して友人関係継続)」で41.9％であった。異性の友人から好きになられた場合の最多行動は「相手から告白やアプローチをされたが、断った」が47.8％、次が「友人でいることを止めて距離をおいた」「相手から告白もアプローチもされなかった」で同率17.4％であった。

## 「コミュニケーション」「うまくできること」と仲間意識
中島健一郎の実験報告によると、グループの間でコミュニケーションがある場合とない場合、あるいはグループにライバルグループがいる場合といない場合でそれぞれ仲間意識に注目すべき差が見られ、①仲間とのコミュニケーションが仲間意識の高まりにとって重要であるが、②グループの優秀さが必要ないわけではなく、③コミュニケーションができない場合はグループの優秀さが仲間意識の高さを左右するとしている。なお、上記の研究結果が本記事でいう「友情」に適用できるかについては留保が必要である。